# Roxton (Texas)
Roxton é uma cidade localizada no estado norte-americano do Texas, no Condado de Lamar.

## Demografia
Segundo o censo norte-americano de 2000, a sua população era de 694 habitantes.
Em 2006, foi estimada uma população de 703, um aumento de 9 (1.3%).

## Geografia
De acordo com o United States Census Bureau tem uma área de
2,3 km², dos quais 2,3 km² cobertos por terra e 0,0 km² cobertos por água. Roxton localiza-se a aproximadamente 177 m acima do nível do mar.

## Localidades na vizinhança
O diagrama seguinte representa as localidades num raio de 24 km ao redor de Roxton.